# Mikkel Hyllegaard
Mikkel Hyllegaard, né le 3 avril 1999 à Odense au Danemark, est un footballeur danois qui évolue au poste d'attaquant à l'Odense BK.

## Biographie

### Débuts
Né à Odense au Danemark, Mikkel Hyllegaard commence sa carrière dans les divisions inférieures du championnat danois, notamment au Næsby Boldklub (en) et SfB-Oure FA (en).

### Odense BK
En janvier 2020, Mikkel Hyllegaard rejoint l'Odense BK en provenance du SfB-Oure FA (en). Il fait ses débuts dans l'élite du football danois, la Superligaen, avec ce club le 16 février 2020, contre le Brøndby IF. Ce jour-là il entre en jeu à la place de Mads Frøkjær-Jensen et son équipe s'incline sur le score de deux buts à zéro,. Le 4 juillet 2020, il inscrit son premier but lors d'un match de championnat face à SønderjyskE. Il entre en jeu et égalise quelques minutes après l'ouverture du score d'Alexander Bah et permet à son équipe d'obtenir le point du match nul (1-1).
Reconnu pour sa vitesse, Hyllegaard a été comparé à Pierre-Emerick Aubameyang ou encore Usain Bolt.
Hyllegaard se blesse gravement en juillet 2021 lors d'un match test de présaison. Victime d'une rupture du ligament croisé, il est absent pour de longs mois.